# Rogério Guimarães
Rogério Pinheiro Guimarães (Campinas, 8 de junho de 1900 — Niterói, 23 de junho de 1980) foi um compositor e violonista brasileiro.
Estudou no Colégio Militar e até ingressou na Escola de Guerra, sem, contudo, concluir o curso. Começou a tocar violão aos quinze anos de idade. Como sua família possuía importantes contatos sociais, iniciou se apresentando em festas em que compareciam poetas e cantores líricos em 1924 ao lado de Renato Murce.
Em 1927, fez suas primeiras gravações na Odeon, acompanhando o também estreante Gastão Formenti nas canções Anoitecer (motivo popular), Cabocla Apaixonada (Marcelo Tupinambá), Canarinho e Rolinha (ambas de Joubert de Carvalho). No mesmo ano, acompanhou Patrício Teixeira em quatro discos. Em 1928, teve sua primeira composição lançada em disco — Malabá, embolada, por Francisco Alves — e fez suas primeiras gravações como solista com Prelúdio de Violão e o tango Atlântico, de sua autoria. Depois, acompanhou Francisco Alves na gravação de cinco composições suas: a valsa Sílvia, o choro Araca, a marcha Cinco de Julho, o foxtrote Uma Noite na Urca, o tango Saudades e a valsa Ao Luar. Acompanhou também Gastão Formenti na gravação da clássica Sussuarana (Hekel Tavares e Luiz Peixoto)
Em 1929, a gravadora RCA Victor, que iniciava suas atividades no Brasil, o convidou para ser seu diretor artístico. Foi seu o primeiro disco lançado pela gravadora no Brasil, com as toadas Saudades do Sertão e Solidão. Como diretor artístico da Victor, promoveu artistas como Carmen Miranda, Floriano Belham e Dircinha Batista.
Em 1935, passou a atuar na Rádio Tupi do Rio de Janeiro, onde trabalhou até meados dos anos 50, quando abandonou a carreira musical. Ao todo, gravou treze discos como solista, tendo participado de vários outros, como acompanhante.